# 紀元前827年
紀元前827年（きげんぜん827ねん）は、西暦による年。

## 他の紀年法
- 干支 : 甲戌
- 中国
  - 周 - 宣王元年
  - 魯 - 真公29年
  - 斉 - 武公24年
  - 晋 - 釐侯14年
  - 秦 - 秦仲18年
  - 楚 - 熊相元年
  - 宋 - 恵公4年
  - 衛 - 釐侯28年
  - 陳 - 釐公5年
  - 蔡 - 夷侯11年
  - 曹 - 幽伯8年
  - 燕 - 恵侯38年
- 朝鮮
  - 檀紀1507年
- ユダヤ暦 : 2934年 - 2935年
- アッシリア暦 : 3924年
- 人類紀元 : 9174年

## できごと
- 周の宣王は千畝を天子自ら耕す籍田の礼をおこなわなかった。虢の文公が諫めたが、王は聞き入れなかった。

## 死去
- 燕の恵侯